# Saint-Prix, Saône-et-Loire
Saint-Prix är en kommun i departementet Saône-et-Loire i regionen Bourgogne-Franche-Comté i östra Frankrike. Kommunen ligger i kantonen Saint-Léger-sous-Beuvray som tillhör arrondissementet Autun. År 2022 hade Saint-Prix 201 invånare.

## Befolkningsutveckling
Antalet invånare i kommunen Saint-Prix
| Referens: INSEE |